# 約克姆 (阿肯色州)
約克姆（英語：Yocum）是位於美國阿肯色州卡羅爾縣的一個非建制地區。該地的面積和人口皆未知。

## 地理
約克姆的座標為36°25′10″N 93°24′48″W / 36.41944°N 93.41333°W，而該地的平均海拔高度為344米（即1129英尺）。